# Galumna minuta
Galumna minuta är en kvalsterart som först beskrevs av Ewing 1909.  Galumna minuta ingår i släktet Galumna och familjen Galumnidae. Inga underarter finns listade i Catalogue of Life.